# Nawozy azotowe
Nawozy azotowe – nawozy, które zawierają główny składnik pokarmowy roślin – azot – niezbędny do syntezy m.in. białek, często w formie bezpośrednio przyswajalnej przez rośliny, rzadziej w formie przyswajalnej po przemianach zachodzących w glebie. Nawozy azotowe są produktami przeznaczonymi dla sektora rolnego, służącymi głównie zwiększeniu efektywności upraw rolnych.

## Znaczenie nawozów azotowych
Spośród wszelkich nawozów mineralnych, nawozy azotowe mają największe znaczenie gospodarcze, wpływając w największym stopniu na plonowanie większości roślin oraz wzrost masy zielonej. Ponadto często do składu tych produktów dodaje się pierwiastki, które występują w glebie w niewielkich ilościach (siarka, magnez, bor), a od których obecności zależy prawidłowy rozwój roślin i wielkość plonów (wg prawa minimum von Liebiga). Przy niedoborze azotu rośliny słabo się krzewią, mają pokrój strzelisty oraz słabe i szybko opadające liście. Brak azotu obniża jakość plonu - powoduje skrócenie i osłabienie łodyg, obniżenie poziomu chlorofilu w roślinie oraz skrócenie okresu wegetacji. Nawożenie azotem jest niezbędne w każdym roku, w którym dana uprawa została obsiana. Ponadto azot jest składnikiem, wymywanym z gleby oraz uwalnianym do atmosfery.

## Podział nawozów azotowych
- amonowe: siarczan amonu (21% N), chlorek amonu (25% N), węglan amonu, woda amoniakalna
- saletrzane (azotanowe): saletra wapniowa (14% N), saletra sodowa (15% N), saletra potasowa (14% N)
- saletrzano-amonowe: mieszaniny soli amonu i saletr oraz saletra amonowa (34% N), saletrzak lub roztwór saletrzano-mocznikowy (32, 30 lub 28% N)
- amidowe: np. mocznik (46% N).

## Różnice w przyswajaniu nawozów azotowych ze względu na formę
W zależności od postaci, azot zawarty w poszczególnych nawozach jest różnie przyswajany. Forma saletrzana (azotanowa) jest szybko absorbowana przez rośliny, natomiast nawozy amonowe i amidowe potrzebują więcej czasu na rozpad azotu do formy azotanowej, która może zostać wchłonięta.
Ponadto w rolnictwie wykorzystuje się nawozy zawierające inne składniki, np. fosfor i potas (nawozy NPK), a także lub siarkę (nawozy NPK+S). Są one stosowane do wspomagania upraw wymagających szczególnej obecności tych pierwiastków oraz w przypadku gleb o ich niskiej zawartości.

## Zastosowanie
Nawozy azotowe to jedne z najpopularniejszych na świecie środków wspomagających plonowanie. W 2011 r. wykorzystano na świecie łącznie ponad 112 mln t nawozów azotowych. Największa konsumpcja miała miejsce w Azji – ponad 71 mln t, z czego 38 mln t zostało wykorzystanych w samych tylko Chinach. Kraje Unii Europejskiej zużyły w 2011 r. ponad 10 mln t nawozów azotowych (najwięcej we Francji – prawie 2 mln t oraz w Niemczech – ponad 1,6 mln t). Polska znajduje się w czołówce krajów europejskich wykorzystujących środki na bazie azotu – ich użycie w 2011 r. wyniosło ponad 1,4 mln t.
Na przełomie 2010/2011 r. światowa produkcja nawozów fosforowych wyniosła ok. 35 mln t, zaś preparatów potasowych – ok. 22 mln t.

## Przemysł nawozowo-chemiczny w Polsce
Historia polskiego przemysłu nawozowego zaczęła się w podtarnowskich Mościcach w 1930 r. wraz z otwarciem Państwowej Fabryki Nawozów Azotowych. Kolejnym krokiem było połączenie jej z poniemieckimi zakładami na terenie Chorzowa, w wyniku którego powstały Zjednoczone Fabryki Związków Azotowych w Mościcach i Chorzowie, którymi kierował Eugeniusz Kwiatkowski. Rozkwit rozwoju polskiego przemysłu nawozów azotowych miał miejsce po wojnie. W jego wyniku ponownie ruszyły fabryki w Mościcach (od 1951 r. przyłączono je do Tarnowa) oraz w Chorzowie. Ponadto powstały przedsiębiorstwa we Włocławku (Zakłady Azotowe "Włocławek", dziś Anwil S.A.), w Policach (Zakłady Chemiczne "Police" S.A., obecnie: Grupa Azoty Zakłady Chemiczne "Police" S.A.), w Kędzierzynie (Zakłady Przemysłu Azotowego "Kędzierzyn", obecnie: Grupa Azoty Zakłady Azotowe "Kędzierzyn" S.A.) oraz w Puławach (Zakłady Azotowe "Puławy", obecnie: Grupa Azoty Zakłady Azotowe "Puławy" S.A.). Po okresie transformacji większość z nich została przekształcona w spółki Skarbu Państwa. W ostatnich latach doszło do konsolidacji przedsiębiorstw Wielkiej Syntezy Chemicznej. W 2013 r. do Grupy Kapitałowej Azoty (łączącej firmy z Tarnowa, Kędzierzyna i Polic) dołączyła Grupa Kapitałowa Zakłady Azotowe "Puławy" S.A. W ten sposób utworzona została Grupa Azoty, będąca największym producentem nawozów azotowych w Polsce.

## Zdolności produkcyjne przemysłu nawozowo-chemicznego w Polsce
Przykładowe roczne zdolności produkcyjne polskich producentów nawozów azotowych wynoszą:
- Grupa Azoty Zakłady Azotowe "Puławy" S.A. – ok. 3,8 mln t[5]
- Grupa Azoty Zakłady Chemiczne "Police" S.A. –  ponad 1,5 mln t[6]
- Anwil S.A. – ok. 1,2 mln t[7],
- Grupa Azoty S.A. (d. Zakłady Azotowe w Tarnowie-Mościcach S.A.) – ok. 900 tys. t[8],
- Grupa Azoty Zakłady Azotowe "Kędzierzyn" S.A. – ok. 800 tys. t[9],